# 浄化槽の日
浄化槽の日（じょうかそうのひ）とは、日本で浄化槽の普及促進及び浄化槽法の周知徹底を通じて、生活環境の保全及び公衆衛生の向上を図るとともに公共用水域の水質保全に資することを目的とした記念日。

## 制定
1987年（昭和62年）に建設省、厚生省、環境庁（いずれも当時）が共同で制定した。毎年10月1日。これは浄化槽法の全面施行された日（1985年10月1日）を記念している。

## イベント
この日の前後には全国浄化槽大会など、浄化槽に関する各種行事が実施される。